# Transfert Banque de France
Le système Transfert Banque de France (TBF) est un système à règlement brut en temps réel (RBTR ou en anglais RTGS), qui constitue la composante française de TARGET. Les participants accèdent à TBF via le réseau SWIFT et la plate-forme de la Centrale des règlements interbancaires (CRI). Cette dernière supporte aussi le second système de paiement de gros montant en France : Paris Net Settlement (PNS).
Le système TBF, géré par la Banque de France a fonctionné à partir de 1997 et jusqu'au 15 février 2008 pour être remplacé par TARGET2 (TARGET).

## Fonctionnement

### Participants
Les établissements de crédit et assimilés peuvent utiliser TBF pour traiter leurs opérations ou celles de leurs clients. 

Ils peuvent être, s'ils remplissent les conditions d'adhésion :
- participant direct : en signant la lettre d'Adhésion participant direct à la C.R.I. Ils disposent de leur propre Compte central de règlement (CCR). Ils bénéficient des dispositions de l’article L330-1 du code monétaire et financier, et entrent donc dans le champ d’application de la Directive Européenne sur le caractère définitif du règlement.
- participants indirects : en signant la lettre d'Adhésion participant indirect à la C.R.I., ils sont représentés par au moins un participant direct. Ils bénéficient aussi de la protection de la directive.
- Établissement participant uniquement au refinancement (EPUR) : ce mode de participation particulier permet à l'établissement d'être contrepartie aux opérations de politique monétaire, alors que ses autres opérations sont traitées par un autre établissement dont ils sont clients.
- Banque cliente : les autres établissements passent par un participant pour utiliser TBF. Pour recevoir des opérations par le biais d'un participant direct, ils doivent être inscrits dans un annuaire spécifique, l'annuaire des adresses C.R.I. par défaut (ACAD).

### Principes
Les opérations sont traitées unitairement à mesure de leur arrivée. Si la provision disponible sur le compte est suffisante, l'opération est imputée immédiatement (c'est le cas de la quasi-totalité des opérations). À défaut, l'opération est mise en attente par le système, et sera imputée dès que le solde le permettra, ou sera rejetée en fin de journée si elle est toujours en attente.
Dans TBF, les opérations sont irrévocables dès leur remise au réseau transporteur SWIFT. Seul le participant récepteur pourra les annuler.
Les principaux types d'opérations sont
- les virements de gros montant (VGM) : ils sont émis par les participants. Ils peuvent être interbancaires (message SWIFT MT202) ou de clientèle (message SWIFT MT103/103+).
- les règlements de systèmes exogènes : il s'agit du règlement de systèmes interbancaires, dont les soldes se déversent dans TBF au travers de la C.R.I.. Ces règlements peuvent être présentés de manière indépendante, ou sous forme de soldes multilatéraux. Dans ce dernier cas ils seront imputés, ou rejetés, simultanément.
- les opérations de Banque centrale : la Banque de France introduit directement ces opérations dans TBF, sans passer par SWIFT ni la C.R.I. et est toujours contrepartie de telles opérations.

### Chronologie de la journée
Comme le reste de TARGET, la journée TBF commence à 7h00, chaque jour ouvré TARGET (le calendrier des jours ouvrés TARGET est publié sur le web par la Banque centrale européenne (BCE)).

Pendant la journée, les participants peuvent émettre des virements de gros montant (VGM). Les systèmes interbancaires se déversent sur cette période selon une chronologie prédéterminée, qui permet aux trésoriers des établissements de gérer finement le solde de leur compte et de les approvisionner au moment opportun, de manière à permettre l'imputation rapide des règlements des systèmes.

Cette chronologie intègre les systèmes exogènes, qui se déversent via la C.R.I., mais aussi les systèmes Euro1 de l'Association bancaire pour l'Euro (ABE) et CLS (Continuous linked settlement).

La journée s'achève à 17h00, pour les opérations clientèle. Les opérations interbancaires peuvent encore être présentées jusqu'à 18h00.

À partir de 18 h, les participants disposent encore d'une période de 30 min pour accéder aux facilités permanentes de l'Eurosystème, afin de prêter ou d'emprunter de la monnaie centrale, par exemple pour la constitution de ses réserves obligatoires.

## Cadre juridique et réglementaire

### Conventions
Chaque participant direct à TBF signe avec la Banque de France une convention de Compte central de règlement, et différentes annexes en fonction de sa situation particulière.

### Cadre de surveillance
La Banque de France assure, pour le compte de l'Eurosystème, la surveillance de TBF, en s'appuyant sur les Principes fondamentaux pour les systèmes de paiement d’importance systémique définis dans le cadre des travaux de la Banque des règlements internationaux (BRI).

## Architecture technique

### Composants
TBF s'appuie sur le réseau transporteur SWIFT dans sa version FIN. Le système est raccordé au réseau par la plate-forme de la Centrale des règlements interbancaires.

### Organisation des flux
Les flux TBF sont gérés en utilisant le schéma en Y de SWIFT (Y-copy). L'opération émise par un participant est stockée par SWIFT qui en extrait les informations nécessaires au règlement. Celles-ci sont transmises à la Centrale des règlements internationaux, qui les route vers TBF ou PNS, selon les indications portées par l'émetteur dans le message. À réception, TBF tente d'imputer l'opération et retourne un avis d'imputation, le plus souvent, ou de mise en attente, si le solde du compte est insuffisant, ou s'il y a déjà des opérations en attente pour ce participant. L'avis est transmis par la C.R.I. à SWIFT. Ce dernier intègre l'avis dans l'opération, qui est transmise au récepteur. L'émetteur reçoit simultanément un avis de débit si l'opération a pu être imputée ou de mise en attente dans le cas contraire. Pour une opération mise en attente, les participants recevront des avis de débit/crédit, dès que l'opération aura été imputée.

### Raccordement à TARGET
Le système TBF se raccorde à TARGET grâce à un participant technique géré par la Banque de France et qui assure la conversion des opérations entre les formats de TBF et de l'interconnexion de TARGET.

### Secours
Le système TBF constitue une infrastructure essentielle pour ses participants, mais aussi, au travers des règlements des systèmes exogènes et des relations avec le reste de TARGET, pour l'ensemble de la communauté bancaire européenne. De nombreux mécanismes de secours permettent de s'assurer qu'une panne éventuelle ne provoquera pas une interruption durable du service et qu'en tout état de cause, la journée comptable pourra s'achever le jour même. Parmi ces dispositifs, un plan de secours de place, reposant sur des échanges de disquettes et un système informatique entièrement différent (matériel et logiciels) permettrait de finir la journée même en cas de blocage complet et durable des systèmes principaux et de leurs secours.